# توزین (بازیکن فوتبال)
ولیتون د مورائس کویمبرا (به پرتغالی: Welliton de Moraes Coimbra) معروف به توزین (Tozin) بازیکن فوتبال در پست مهاجم اهل برزیل است که در شهر Gurupi و در تاریخ ۱۰ نوامبر ۱۹۸۴ به دنیا آمده‌است.

## باشگاهی
مائورینیو در تیم‌های فوتبال باشگاه فوتبال سنترو اسپورتیوو آلاگوانو، ساگان توسو، ساگان توسو و زی سوارز (قرضی)
```
سابقهٔ حضور دارد.
```